# Robert Capa Kortárs Fotográfiai Központ
A Robert Capa Kortárs Fotográfiai Központ korszerű vizuális intézmény Budapesten, amely 2013. július 12-én jött létre. A Központ célja a világhírű magyar fotográfia népszerűsítése, a fényképezés önálló művészeti ágként való magyarországi elismertetése. A Központot a Magyar Állam által e célra létrehozott Robert Capa Kortárs Fotográfiai Központ Nonprofit Kft. működteti.

## Épülete
A Budapest VI. Nagymező u. 8. alatti házat Ernst Lajos építtette 1912-ben, s 2013 augusztusáig az ekkor megszüntetett Ernst Múzeum működött benne.

## Története
Miután 2008-ban a Magyar Állam megvásárolta Robert Capa hagyatékát, ennek hazahozatala után kötelezővé vált a magyar fotográfia remekműveire koncentráló intézmény létrehozása. Az állam tulajdonába került képek közül egy kb. 30 darabból álló válogatást először a Magyar Nemzeti Múzeumban mutatták be 2009. március 6–15. között. A gyűjteményt 2009-ben mutatták be a budapesti Ludwig Kortárs Művészeti Múzeumban.
A Magyar Állam 2013. július 12-én hozta létre a Központot működtető Robert Capa Kortárs Fotográfiai Központ Nonprofit Kft.-t. A Központ 2013. december 3-án nyitotta meg először a kapuit a nagyközönség előtt.

## Robert Capa Kortárs Fotográfiai Központ Nonprofit Kft.
A Robert Capa Kortárs Fotográfiai Központ Nonprofit Kft. működteti, amelyet a magyar állam alapított. A Robert Capa születése 100. évfordulójának évében létrejött központ működését és feladatainak ellátását állami támogatásból, pályázatokból, valamint saját bevételeiből finanszírozza. A Társaság ügyvezetője Kőrösi Orsolya, akinek megbízatása 2013. július 13-tól 2025. július 12-ig szól.